# ميناء اجرا اللحياني
ميناء اجرا اللحياني، يعتبر من الموانئ الهامة على ساحل البحر الأحمر في الجهة الشمالية الغربية لشبه الجزيرة العربية جنوب ميناء لويكي كومه.

## مفهوم التسمية
عرفت المصادر الكلاسيكية الميناء باسم اجرا وقصد بها الباحثين الحجر مدائن صالح وموضع الميناء في الوقت الحاضر ميناء الوجه حيث يتصل هذا الموضع مع مدينة الحجر بوادي الحمض.

## أهمية الميناء
- يُعد الميناء من الموانىءالقديمة التي أُقيمت على الساحل الغربي من شبه جزيرة العرب، وربما يعود زمن نشوئه إلى فترة تسبق ظهور دولة اللحيانيين الذي شهد في عهدهم الميناء نشاطاً تجارياً.
- لم ينال الميناء شهرة واسعة بين الموانئ الغربية الواقعة على البحر الاحمر لأنه كان من موانئ ساحل الحجاز، إذ كان محدود النشاط ويستخدم في أغلب الأحيان كمحطة لتمويل السفن.[2]
- في فترة الصراع بين البطالسة والسلوقيين لجأ بطليموس الثاني في محاولةٍ منه لمحاصرة تجارة الانباط إلى التحالف مع اللحيانيين وضرب تجارة الانباط وجعل الاتصال مباشراً بين اليمن ومصر واخراج الانباط من القيام بدور الوسيط الناقل، وبموجب هذا الاتفاق قام اللحيانيون بتحويل بضائع الشرق القادمة إليهم إلى المؤانئ البطلمية عبر ميناء اجرا وتجنبها المرور بميناء لويكا كوما.
- في العصر الروماني كان ميناء اجرا ميناءً عاملاً حيث ذكر سترابو من أنهُ كان أحد الموانئ التي نزلتها جيوش الياس جالوس في حملتها ضد بلاد اليمن، غير أن هذا الميناء بدأ يفقد أهمية نشاطه التجاري بعد سيطرة الرومان على الملاحة البحرية في مياه البحر الأحمر وزوال دولة اللحيانيين، وأصبح فيما بعد محطة تموين السفن الذاهبة إلى ميناء أيلة.[3]

## انظر ايضاً
- البحر الأحمر
- ميناء لويكي كومه
- اللحيانيون